# Wangenitztal
Das Wangenitztal ist ein rechtes Seitental des Mölltals in der Schobergruppe in Kärnten (Österreich). Das obere Tal rechts des Baches liegt in der Gemeinde Winklern, die obere linke Talhälfte und das gesamte untere Tal gehören zur Gemeinde Mörtschach.
Durchflossen wird das Tal vom Wangenitzbach, dessen Einzugsgebiet 23 Quadratkilometer beträgt. Die größten Nebenbäche sind der Prititschbach (linker Zubringer) und der Steinbach (rechter Zubringer). Das oberste Wangenitztal ist ein von Bergen umrahmtes Seenplateau mit dem Kreuzsee und dem Wangenitzsee als größte Gewässer. Dieser liegt 2465 Meter hoch und ist mit 21,57 Hektar Oberfläche und 48 Meter Tiefe der größte Bergsee Kärntens. Nach dem Seenplateau fällt das Tal in 2 Steilstufen nach Osten zum Mölltal ab.
Am Wangenitzsee liegt auf 2508 Meter Seehöhe die Wangenitzseehütte. Sie wird vom Österreichischen Alpenverein betrieben und kann vom Mölltal durch das Wangenitztal, vom Debanttal in Osttirol über die Untere Seescharte oder vom Iselsberg über die Obere Seescharte erreicht werden. Dieser Zugang vom Iselsberg ist Teil des Wiener Höhenweges, der über das Kreuzseeschartl und die Niedere Gradenscharte zur Adolf-Noßberger-Hütte weiterführt. Die Wangenitzseehütte ist auch Ausgangspunkt für den Aufstieg auf das Petzeck, dem mit 3283 Metern höchsten Berg der Schobergruppe.
In den Wangenitzsee und den Kreuzsee wurden Saiblinge ausgesetzt.
Im unteren Bereich des Wangenitztales kommt die Ringdrossel vor.